# California Girls
"California Girls" is een nummer van de Amerikaanse band The Beach Boys. Het nummer werd uitgebracht op hun album Summer Days (And Summer Nights!!) uit 1965. Op 12 juli van dat jaar werd het nummer uitgebracht als de tweede en laatste single van het album.

## Achtergrond

### Ontstaan
"California Girls" is geschreven door Brian Wilson en Mike Love en geproduceerd door Wilson. Wilson raakte geïnspireerd voor het nummer toen hij voor het eerst lsd innam. In een interview vertelde hij: "Ik ging naar mijn piano en dacht aan muziek uit cowboyfilms. En ik ging zitten en ging het spelen, bum-buhdeeda, bum-buhdeeda. Dat duurde ongeveer een uur. Ik bedacht akkoorden. Toen kwam de melodie in mijn hoofd, en daarna ging het allemaal vrij snel." Ook zei hij dat het nummer bedoeld was om het gevoel van "On Broadway" van The Drifters te omvangen, en dat de beat was geïnspireerd door "Wohl mir, dass ich Jesum habe" van Bach.
De volgende dag maakten Wilson en Love "California Girls" af. Love werd oorspronkelijk niet genoemd als co-auteur, maar hij kreeg gedurende de jaren '90 alsnog erkenning na een rechtszaak. De twee waren het echter niet eens over wie wat schreef; volgens Love schreef hij "elke lettergreep" behalve het refrein "I wish they all could be California girls", terwijl Wilson zei dat de twee om en om een regel schreven.

### Tekst en muziek
De tekst van "California Girls" beschrijft de waardering over de kwaliteiten van vrouwen uit verschillende regio's van de Verenigde Staten en wordt er tevens gewenst dat zij allemaal  vrouwen uit Californië zouden kunnen zijn. De zanger is over de hele wereld geweest, maar vindt de vrouwen uit de Verenigde Staten de liefste. De tekst zou volgens Love geïnspireerd zijn door de eerste tournee van de band door Europa in november 1964.
Muzikaal gezien begint "California Girls" met een klassieke prelude en bevat het een reeks akkoorden en vraag-en-antwoordzang die te vergelijken zijn met het nummer "Don't Hurt My Little Sister" van het album The Beach Boys Today!

### Opname
Op 6 april 1965 nam Wilson de instrumentale versie op van "California Girls", dat op dat punt de werktitel "We Don't Know" had. Hierbij maakte hij gebruik van een aantal muzikanten die deel uitmaakten van The Wrecking Crew, te weten drummer Hal Blaine, vibrafonist Frank Capp, trompettist Roy Caton, giaristen Jerry Cole en Howard Roberts, Hammondorgelspeler Al De Lory, saxofonisten Steve Douglas, Jay Migliori en Jack Nimitz, basgitaristen Carol Kaye en Lyle Ritz, pianist Leon Russell en tamboerijnspeler Billy Strange.
"California Girls" was de eerste opname van de groep waar Bruce Johnston op te horen was, die net bij de band was gekomen als vervanger van Wilson tijdens tournees, maar nog geen officieel groepslid was. Op dit punt leek het nummer nog geen tekst of titel te hebben, en Wilson zingt teksten als "Oh yeah" en "You're grass and I'm a power mower". Op 4 juni werd de zang op het nummer opgenomen, alhoewel er nog steeds geen echte titel te bekennen was; Wilson kondigt het op de tape aan als "Yeah, I Dig the Girls".

### Uitgave
Op 5 juli 1965 werd "California Girls" uitgebracht op het album Summer Days (And Summer Nights!!). Een week later verscheen het tevens als single. Het werd een grote hit in de Verenigde Staten, waar het de derde plaats in de Billboard Hot 100 behaalde. In het Verenigd Koninkrijk kwam het echter niet verder dan plaats 26. Het bereikte de nummer 1-positie in Zuid-Afrika en kwam ook in Canada, Nieuw-Zeeland en Zweden in de top 10 terecht. In de Nederlandse Top 40 bleef de single steken op plaats 28.

### Erkenning
Wilson had zelf enige kritiek op "California Girls". Hij vond de introductie "het beste stuk muziek dat ik ooit heb geschreven", maar vertelde later dat hij de zang niet goed vond en deze eigenlijk opnieuw wilde opnemen. In 2010 vertelde hij dat het de beste opname van de band was en zei hij, "Je kunt het ons themanummer noemen".
In 2010 werd "California Girls" opgenomen in de Grammy Hall of Fame. In 2011 zette het tijdschrift Rolling Stone het nummer op plaats 72 in hun lijst The 500 Greatest Songs of All Time. Ook werd het door de Rock and Roll Hall of Fame opgenomen in hun lijst "500 Songs That Shaped Rock and Roll".
De brug van het Beatles-nummer "Back in the U.S.S.R." van The Beatles is geïnspireerd door "California Girls". Daarnaast diende het nummer ook als inspiratie voor (vrijwel) gelijknamige nummers, waaronder "September Gurls" van Big Star, "California Gurls" van Katy Perry en gelijknamige nummers van Gretchen Wilson en The Magnetic Fields.
In 1984 nam David Lee Roth een cover van "California Girls" op voor zijn ep Crazy from the Heat, zijn eerste solowerk nadat hij Van Halen verliet. Onder meer Christopher Cross en Beach Boys-lid Carl Wilson zijn te horen als achtergrondzangers op zijn versie. Net zoals de originele versie bereikte deze single de derde plaats in de Billboard Hot 100. Daarnaast werd het een kleine hit in Nederland; het bereikte weliswaar de Top 40 niet en bleef steken op de negentiende plaats in de Tipparade, maar in de Nationale Hitparade kwam het tot plaats 44.

## Hitnoteringen

### The Beach Boys

#### Nederlandse Top 40
| Hitnotering: 11-09-1965 t/m 02-10-1965 | Hitnotering: 11-09-1965 t/m 02-10-1965 | Hitnotering: 11-09-1965 t/m 02-10-1965 | Hitnotering: 11-09-1965 t/m 02-10-1965 | Hitnotering: 11-09-1965 t/m 02-10-1965 | Hitnotering: 11-09-1965 t/m 02-10-1965 |
| Week                                   | 1                                      | 2                                      | 3                                      | 4                                      |                                        |
| -------------------------------------- | -------------------------------------- | -------------------------------------- | -------------------------------------- | -------------------------------------- | -------------------------------------- |
| Positie                                | 36                                     | 28                                     | 33                                     | 31                                     | uit                                    |

#### NPO Radio 2 Top 2000
| Nummer met noteringen in de NPO Radio 2 Top 2000 | '06  | '07  | '08  | '09  | '10  | '11  | '12  | '13  |
| ------------------------------------------------ | ---- | ---- | ---- | ---- | ---- | ---- | ---- | ---- |
| California Girls                                 | 1516 | 1143 | 1890 | 1286 | 1248 | 1294 | 1446 | 1937 |

1. ↑  Een vetgedrukt getal geeft de hoogste notering aan.
2. ↑  2006 was het eerste jaar met een notering voor dit nummer.
3. ↑  Deze tabel is bijgewerkt tot en met de laatste editie (2024).

### David Lee Roth

#### Nationale Hitparade
| Hitnotering: 16-02-1985 t/m 02-03-1985 | Hitnotering: 16-02-1985 t/m 02-03-1985 | Hitnotering: 16-02-1985 t/m 02-03-1985 | Hitnotering: 16-02-1985 t/m 02-03-1985 | Hitnotering: 16-02-1985 t/m 02-03-1985 |
| Week                                   | 1                                      | 2                                      | 3                                      |                                        |
| -------------------------------------- | -------------------------------------- | -------------------------------------- | -------------------------------------- | -------------------------------------- |
| Positie                                | 49                                     | 44                                     | 47                                     | uit                                    |